# Contarinia lycopersici
Contarinia lycopersici är en tvåvingeart som beskrevs av Ephraim Porter Felt 1911. Contarinia lycopersici ingår i släktet Contarinia och familjen gallmyggor. Inga underarter finns listade i Catalogue of Life.